# Praetexta de Lucio Cornelio Balbo el Menor
La Praetexta de Lucio Cornelio Balbo el Menor corresponde a una obra teatral escrita, como su propio nombre indica, por el comerciante y político gaditano Lucio Cornelio Balbo "el Menor" en el año 43 a. C. pero que en la actualidad no se conserva ni un sólo verso del contenido, ni siquiera el título original, siendo "Praetexta" el término elegido para denominarla haciendo referencia al estilo teatral al que pertenecía, que en aquel momento del período republicano de la historia de Roma alcanzaría su momento de mayor esplendor, siendo elaborada por los distintos dramaturgos, políticos o poetas romanos con la intención de glorificar a un líder ante un público espectador de los teatros donde se representaban. 
El único testimonio contemporáneo a esta obra, donde se indica de su existencia, reside en una fuente indirecta, una carta escrita por Gayo Asinio Polión a Marco Tulio Cicerón y que está recogida en la recopilación de correspondencias personales de Cicerón llamada Epistulae ad Familiares (Cic. Fam. X, 32). Los detalles ofrecidos en la misiva son muy escasos pero han servido para que los distintos estudiosos e investigadores realizaran distintos artículos intentando establecer una mayor aproximación a la obra de Balbo. 

## Contenido de la obra
En la carta de Polión se describe a grandes rasgos la temática de la obra. En ella se explica que Balbo hizo representar durante unas fiestas una comedia praetexta autobiográfica estrenándola en el teatro de su ciudad natal en Gades. El argumento central giraría en torno a una hazaña personal suya al comienzo de la guerra civil entre Julio César y Pompeyo, basado en una misión encomendado por César de colarse disimuladamente en el campamento de los pompeyanos para negociar con el procónsul de la provincia de Hispania Citerior, Lucio Léntulo, favorable a los intereses de Pompeyo, e intentar atraerlo hacia la causa cesariana. 

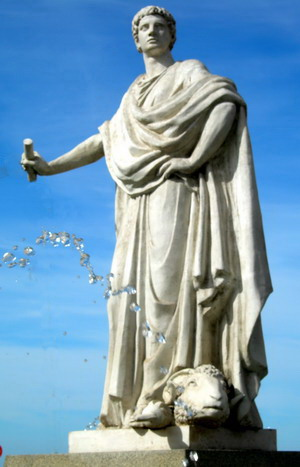
Monumento a Lucio Cornelio Balbo el Menor en Cádiz.

 Las pistas terminan ahí, pero aunque sean escasas, son suficientes para ir buscando algo de información sobre este acontecimiento de la vida de Balbo en las fuentes latinas, siendo uno de los mayores referentes Cicerón, amigo íntimo del gaditano. En su Ad Atticus, otra de las obras de Cicerón basadas en un compendio de cartas personales, hay una correspondencia del propio Balbo a su amigo fechada en los días diez u once de marzo del año 49 a. C. donde le comunica su hazaña personal de la negociación secreta con Léntulo por orden de su amigo político Julio César, añadiendo además que en aquellos momentos estaba llevando a cabo negocios de Léntulo siendo su representante en Roma, dando la impresión de ser una poderosa influencia en el mundo de los negocios y la política a mediados del siglo I a. C.
Uno de los grandes estudiosos del teatro latino es el catedrático de filología latina Andrés Pociña Pérez. Para Pociña Pérez, las praetextas latinas se podían dividir en dos grupos claramente diferenciados por su argumento: Las que tratan un tema de carácter histórico-legendario ensalzando un acontecimiento glorioso protagonizado por un antepasado romano estando cargadas de un fuerte contenido político introducido por el autor; y, en segundo lugar, las que tratan un tema de actualidad. Es en este clase de praetextas donde, según este profesor, debía encuadrarse la obra de Balbo, pues de haber existido seguramente se hubiera basado en la glorificación de un acontecimiento personal y de actualidad en aquellos instantes siendo él un protagonista o testigo directo de todo lo que sucedió. No obstante, aunque no supondría una excepción el trasfondo político voluntario en la obra de Balbo, resultaría por comparación más "original" por ser autobiográfica, rememorando unas negociaciones que él vendió a todos como un éxito y que fue fundamental en la victoria romana. Sin embargo, consultando a las fuentes clásicas, se supo que llegaron a fracasar. Posiblemente, se vendería como éxito por invención o manipulación de hechos, dándole la vuelta a la realidad.
Por lo tanto, no estaría representando, una victoria romana ni un suceso glorioso al público, sino una derrota diplomática pero edulcorada hasta el punto de haber generado otra realidad distinta donde su imagen salga beneficiada y fortalecida, algo que podría ser una posibilidad cuando en la carta Polión indica que Balbo lloró emocionado al ver representado su comedia. Es más, atendiendo a la cronología de la obra, estrenada en el año 43 a. C., solo había pasado un año desde el fin de la guerra civil con victoria cesariana además de ser el primer aniversario de la muerte de César, al que Balbo le debía toda su fama y poder político que había conseguido no solo en Gades sino también en todo el territorio romano incluido la capital, siendo uno de sus mejores clientes y amigos.

## Problemática de laPraetexta
Abordar un estudio sobre la Praetexta de Balbo no está exento ni mucho menos de dificultades. A la ya mencionada anteriormente sobre la no conservación de la obra original, impidiendo analizarla directamente y mitigar todas las hipótesis y polémicas en el seno de la historiografía y de la filología clásica sobre cualquier aspecto que gira en torno a ella, se suma, además, la absoluta pero al mismo tiempo obligada dependencia de la información de Polión porque es el único testimonio directo,no hay más, aunque no se le debe restar importancia a esta fuente por los detalles ofrecidos, porque permite por su contenido en detalles dar pie luego a ampliar más la información consultando otras fuentes contemporáneas pero indirectas y comprobar hasta qué punto esa información puede ser verídica o no.
Sin embargo, salvando estos detalles puntuales como el argumento y las características típicas de su tipología en comparación con otras praetextas cronológicamente cercanas en el tiempo, todo lo demás se reduce a conjeturas y es que existen dos grandes problemas en el momento de realizar un estudio de esta obra en cuestión: Una de ellas es la búsqueda del título que pudo darle el autor, la otra es el análisis de la relación que existió entre Balbo y Polión y cómo pudo influir este aspecto en la información dada de la comedia.

### Título
Se trata de uno de los aspectos más controvertidos y debatidos por parte de historiadores y filólogos. Hasta la fecha no existe ninguna pista ni testimonio que sea suficientemente claro para zanjar cualquier discusión sobre el título de la Praetexta y cualquier encabezamiento puede ser, o no, tan válido como otro propuesto. La polémica del título se remonta a finales del siglo XIX, sugiriéndose distintas cabeceras que hasta la fecha no han convencido a los expertos, de ahí que se hubiera optado por denominarlo con el término genérico de "Praetexta". Todos aquellos que se han aventurado a darle un título han seguido a todos los clásicos que documentan la misión de Balbo como Cicerón, Veleyo Patérculo o Dión Casio, y luego recogen conceptos y nombres clave como personajes, ideas centrales del texto, lugares mencionados; incluso perfiles psicológicos, existiendo irremediablemente una variada gama de títulos propuestos para esta comedia.
A modo de ejemplo se puede destacar la posición del estudioso de las fuentes clásicas del siglo XIX Otto Ribbeck y secundado posteriormente por otros escritores como Henry Bardon o Alfred Klotz que sugieren el título de Iter, término latino relacionado con “misión” debido a que el eje central de la historia era la difícil misión de Balbo de colarse en un campamento pompeyano para convencer al procónsul Léntulo que se pasara al bando cesariano. Otro punto de vista a modo de ejemplo sería la de la coleccionista de fragmentos de praetextas Lydia Pedroli, que es crítica con la hipótesis de Otto Ribbeck y sus defensores porque no tendría sentido que una obra creada para que Balbo se glorificara tenga un título tan modesto como Iter. Por ello, defiende un encabezamiento más acorde con el propio ego del gaditano llamándose directamente Balbus, o, en su defecto, con el nombre de Bogudiana localidad que visitó en este episodio de su vida. Esta opinión de Pedroli es compartida por el profesor Andrés Pociña Pérez, añadiendo además la posibilidad de que estas praetextas suelen denominarse por un lugar donde transcurre la acción o donde haya nacido el protagonista, pudiendo llamarse, por ejemplo, "Balbus de Gades". No obstante, Pociña Pérez indica que el sobredimensionado esfuerzo por otorgar un título a esta obra es en realidad innecesario. A su juicio la falta de pistas será siempre un obstáculo insalvable que impedirá a los investigadores llegar a un acuerdo sobre este controvertido tema.

### Relación entre Lucio Cornelio Balbo y Gayo Asinio Polión
El interés mostrado por la búsqueda de un título contrasta con el escaso tratamiento que ha tenido el estudio de las relaciones entre ambos personajes. Tanto uno como otro llegaron a conocerse a la perfección durante el transcurso de la guerra civil apoyando a Julio César. Una vez concluido el conflicto en el año 45 a. C. con la victoria en la batalla de ''Munda'', César se marcharía a Roma para convertirse en dictador vitalicio, dejando a Polión a cargo de la provincia Hispania Ulterior en calidad de procónsul y a Balbo como su quaestor. Esta decisión estuvo motivada por la formación en aquellos años de un nuevo foco de resistencia pompeyana liderada por el hijo menor de Cneo Pompeyo Magno, Sexto Pompeyo, pensando que era necesario contar con personajes pertenecientes a su círculo de amistades y de su plena confianza para dirigir y controlar de manera eficiente este importante territorio. Por ello, eligió a Polión por servirle fielmente como legado durante la guerra en la decisiva batalla de Munda liderando a tres legiones, y a Balbo por el apoyo financiero concedido para sufragar los gastos bélicos y por ofrecer la ciudad de Gades como base de resguardo de las flotas cesarianas. 

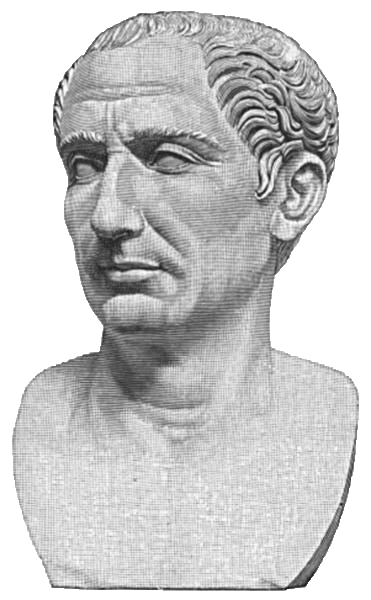
Cayo Julio César.

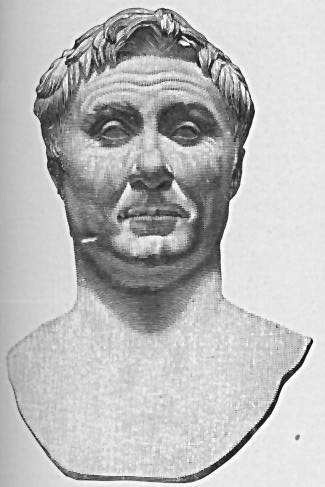
Cneo Pompeyo Magno.

Por lo tanto, Polión sabía el modo de comportamiento y la forma de gobernar del gaditano, pero se ha demostrado que entre ambos existían muy malas relaciones. En la correspondencia se explica que Polión fue traicionado por Balbo, porque le mandó realizar una recaudación de impuestos para la tributación provincial para pagar a las tropas con el objetivo de defender el territorio ante cualquier ofensiva pompeyana y este, al reunir el dinero, huyó con él, posiblemente a Roma, pasando por el Reino de Bogud, al norte del actual Marruecos, territorio aliado de César en las campañas militares de Munda y África. Se debe tener en cuenta que Balbo no solamente era quaestor sino además era el gobernador o quattuorviro de Gades, y la huida a Roma coincide con la inestable situación política vivida a partir del año 44 a. C. con el asesinato de su amigo y patrón Julio César, por lo que la situación no era nada favorable a sus intereses a causa de que en aquellos momentos la República romana había quedado prácticamente desarticulada porque el poder ya no residía en unas magistraturas ocupadas por unos dirigentes elegidos anualmente por los ciudadanos romanos sino por un Triunvirato formado por Cayo Octavio, Marco Antonio y Marco Emilio Lépido cuya legitimidad en el puesto le viene dada por la relación personal con César y cuyo objetivo principal fue la de repartirse equitativamente todo el poder tras el vacío político generado por la muerte del dictador. Pero la acumulación de tanto poder despertó la ambición de sus componentes generando al poco tiempo la ruptura del Triunvirato, que, sumado a la difícil coyuntura existente vivida se desencadenarían dos guerras civiles en tan solo diez años: El primero enfrentaría a los partidarios de estos contra los defensores de la caída de César durante el 43 y el 42 a. C. y posteriormente entre ellos mismos, entre los años 32 y 30 a. C., suponiendo el hundimiento definitivo de la República y el nacimiento del Principado como nuevo régimen político, dirigido por Cayo Octavio, ya conocido como César Augusto, ahijado de César. 
Así pues, en ese ambiente de crisis política se tuvo que desenvolver un hombre de negocios como Balbo, pudiendo encajar la información de Polión sobre la huida del gaditano a Roma por África con el tesoro recaudado para conseguir salvar y controlar en persona sus propias inversiones y finanzas, que debían ser de gran magnitud al ser un hombre situado en la primera línea del poder y de la riqueza, y que no resultaría ilógico que estuviera preocupado por su fortuna en una coyuntua política así. Pero esta acción le tuvo que acarrear más de un problema grave a Polión, pues ese dinero se destinaría a pagar a los soldados, por lo que posiblemente hubiera generado un profundo descontento en su ejército de mercenarios, y un ejército de esas características si no se le paga deriva irrevocablemente en la insubordinación en sus filas, pudiendo explicar así la severa derrota ante los pompeyanos en Mauritania, teniendo que salvar el procónsul su propia vida de milagro arrojando su manto rojo que le caracterizaba como comandante en jefe y huir sin levantar sospechas.
El robo del dinero en pleno proceso de cobro de tributos mandado por el procónsul hizo que este tildara a Balbo de ladrón, pero no se quedó ahí, también le llamó monstruo por sus actos, porque cuenta que en nombre de su patrón Julio César, se prorrogaba en el quattuorvirato de Gades sin la celebración previa de unas elecciones; practicaba el nepotismo, colocando en el poder local a representantes y familiares suyos; mandó quemar vivo a un gladiador llamado Fadio que formó parte del derrotado ejército pompeyano porque se negó a pelear alegando su condición de ciudadano romano; y lanzaría fieras contra aquellos que se le oponían, informando Polión la anécdota de que Balbo arrojó a las bestias a un corredor de subastas de Hispalis por, según él, ser feo de rostro. 
En resumen, sería un perfil de Balbo muy desconocido, puesto que la tradición, especialmente la gaditana, ha elaborado una imagen de Balbo como un personaje influyente y poderoso que hizo importante a la ciudad de Gades en el mundo romano por enriquecerse debido al comercio, algo que venía de familia desde mucho tiempo atrás, pero no como un déspota.

## ¿Balbo ladrón?

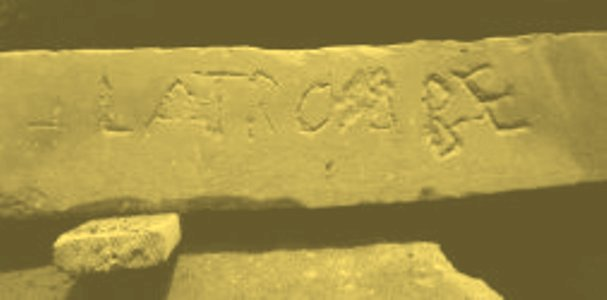
La polémica inscripción hallada en el Teatro Romano de Cádiz.

En posible relación con la versión de Polión se descubrió en enero de 2009 en el Teatro Romano de Cádiz una placa de mármol del siglo I a. C. con la inscripción "LATROS BÆ" y que la Delegación Provincial de la Cultura de Cádiz lo relacionó en un primer momento con "Balbo ladrón" porque se tuvo muy en cuenta en la posición en la que se encontró "boca abajo, para no ser vista, a modo de defixio o maldición para la persona que se sentaba allí".  Sin embargo, tres meses más tarde, en mitad de esta polémica, el latinista catalán Marc Mayer, catedrático de Filología Latina de la Universidad de Barcelona y experto en Epigrafía romana, descartaría esta hipótesis inicial porque "LATROS", puede no estar relacionado con la palabra ladrón sino con un cognomen bastante habitual; y "BÆ" puede no ser una mención a Balbo sino a una explotación de cantera llamada Bæbius pues el soporte lo reconoció el experto como mármol de Carrara, ya que han localizado mármoles de ese territorio en otros puntos donde se extendía geográficamente el antiguo Imperio romano y solían tener inscripciones similares a la hallada en Cádiz.
Sin embargo, la probabilidad de que Polión haya exagerado ciertas afirmaciones suyas pueden ser muy elevadas porque hay que tener siempre presente el posible resentimiento del procónsul ante el agravio que le había causado su quaestor. Sería necesario entonces hacer una valoración crítica a la hora de considerar tal y como describe este personaje la Praetexta o si por el contrario también pudo haber exagerado por despecho desprestigiando la imagen de Balbo ante Marco Tulio Cicerón, personaje muy influyente con muchas amistades políticas y una buena capacidad retórica para dirigirse al público. Era una época donde la opinión pública tenía mucha fuerza, la suficiente como para ser un factor decisivo a la hora de que se produzca la caída de un político o dirigente romano.

## Lucio Cornelio Balbo y el teatro latino
Resulta innegable, sin embargo, que Lucio Cornelio Balbo el Menor, así como su tío, de mismo nombre, estuvieron ligados al mundo de la literatura y el teatro por la coincidencia de distintas fuentes clásicas que corroboran tal información. Se debe entender que los teatros romanos en la antigüedad no solo se usaban para llevar a cabo representaciones teatrales sino también era un importante vehículo de transmisión de idearios políticos, aprovechando que todos los estratos sociales estaban aglutinados en un mismo lugar. Además, estos tenían asimismo la oportunidad de manifestar sus propias opiniones políticas ante todos permitiendo ser escuchados. 

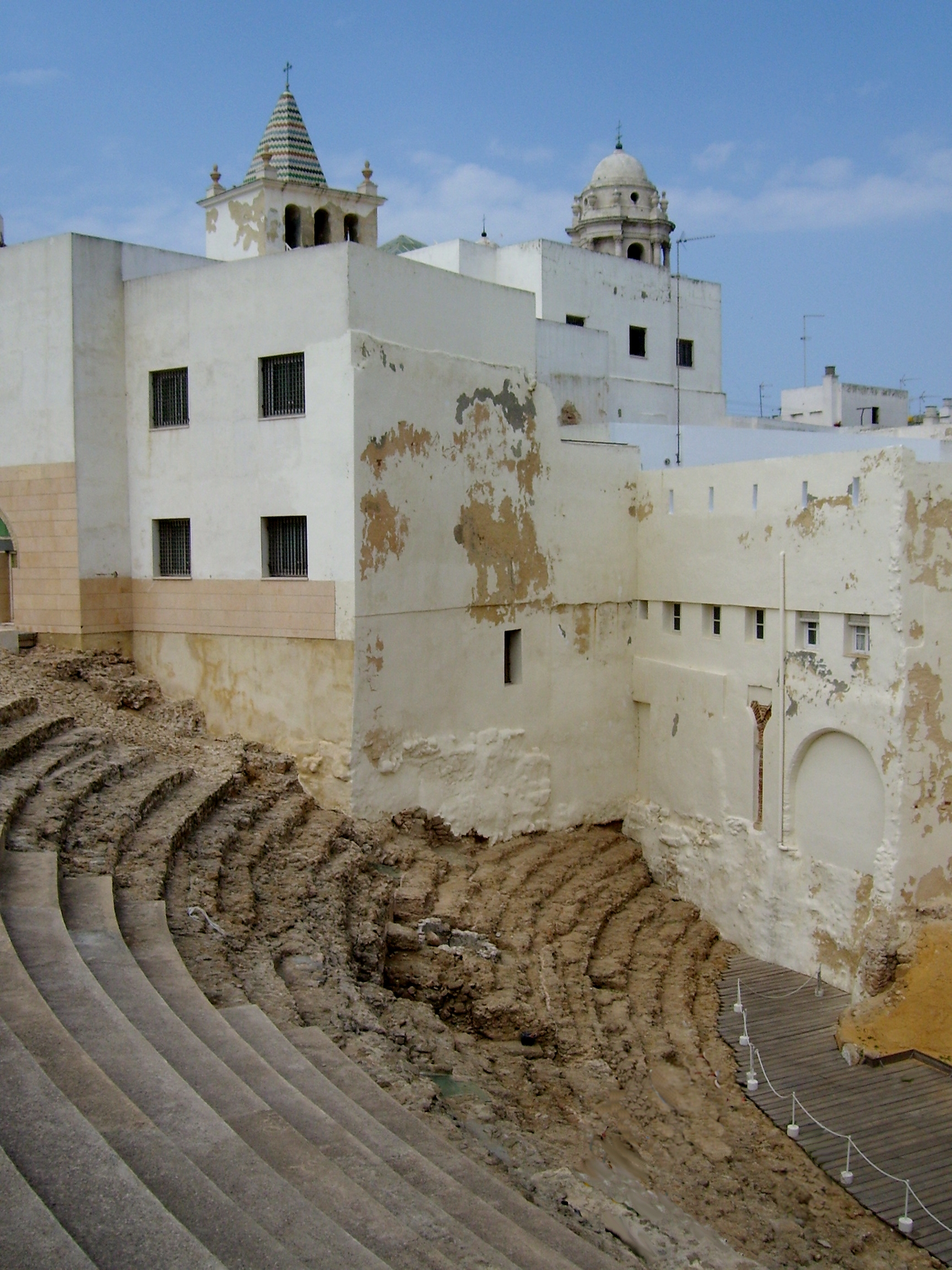
Graderío del teatro romano de Cádiz.

No obstante, la ideología política de Balbo no solo sería escuchada a nivel local en Gades. Con el poder e influencia adquirida tanto por él como por su familia desde comienzos de siglo conseguiría que su Praetexta se representase treinta años más tarde en el teatro de Roma en el año 13 a. C. La implicación de Balbo en este campo iría mucho más allá de la sola creación de obras teatrales, pues llegó a financiar la construcción de los teatros anteriormente mencionados de Gades y de Roma; incluso llevaría a cabo leyes como la Lex Roscia Theatralis del año 68 a. C., consistente en la regulación de la reserva de los 14 mejores asientos del teatro de Gades para aquellos pertenecientes al grupo social privilegiado, una medida de carácter populista para tener el apoyo del sector conservador desde un punto de vista cultural que por aquellos años era un número considerable si se tiene en cuenta la información de Estrabón en su Geografía, donde indica que en época de Augusto, entre finales del siglo I a. C. y comienzos del siglo I d. C., había censados en Gades hasta 500 personas pertenecientes a la élite social, muy probablemente relacionados con el mundo de los negocios y las finanzas al ser la ciudad uno de los más importantes puertos comerciales de la antigüedad.
Se debe subrayar, por otra parte, que la celebración de ciertos espectáculos públicos, como obras teatrales, era algo que teóricamente todo magistrado local estaba obligado a hacer según lo estipulaban las leyes coloniales de Urso, programa legislativo de Julio César entrado en vigor un año antes de la creación de la Praetexta. Balbo, cliente del dictator, aprovecharía la oportunidad para sacar provecho de esta situación organizando y dirigiendo diversos actos recreativos como los ludi teatrales, buscando entrener al público y sobre todo, pretendía aleccionar su doctrina política, la que le concernía difundir, favorable a sus ideales, así evita cualquier contratiempo en forma de oposiciones contra él. Es conveniente recalcar que el año 43 a. C. cuando se estrena esta Praetexta, el éxito de Balbo estaría asegurado, pues solo hacía un año de la muerte César por una conspiración del Senado Romano por lo que estaría muy presente este suceso en Gades, estando muy vivo el recuerdo de César que tanto benefició a las pudientes familias oligárquicas gaditanas, como a los Cornelio Balbo.